# Pappa Långben
För andra betydelser, se Pappa Långben (olika betydelser).

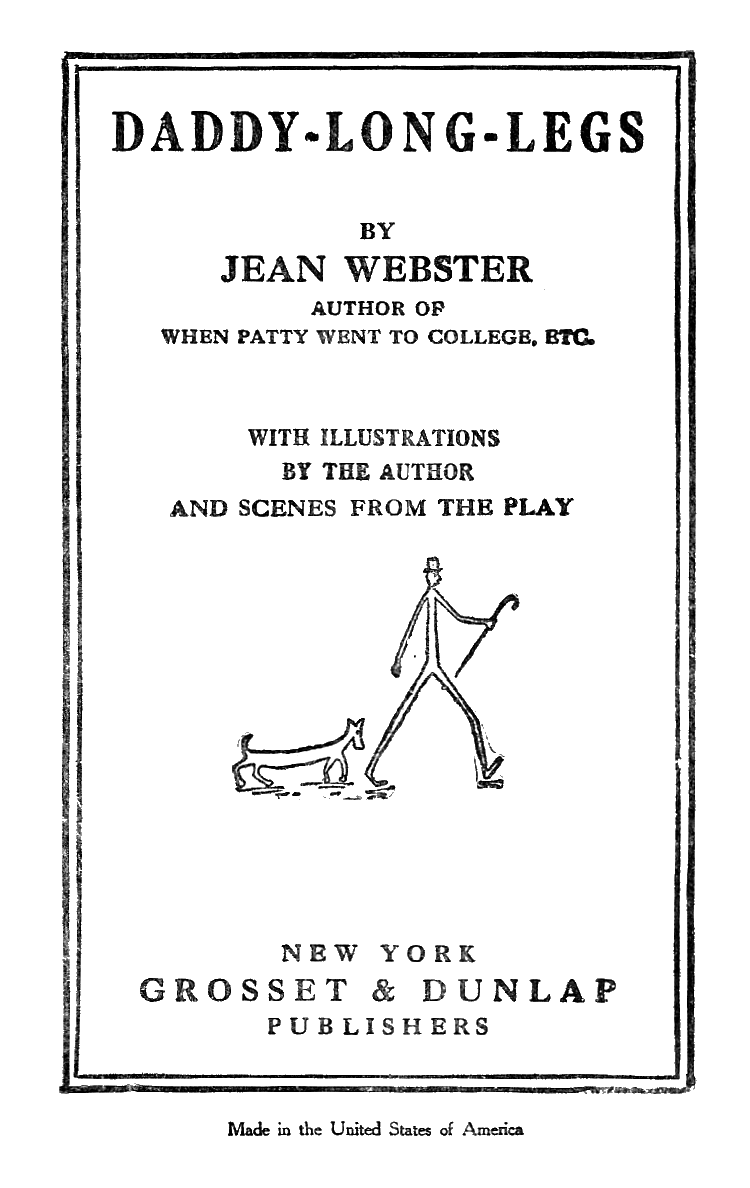

Pappa Långben: historien om en amerikansk flicka (originaltitel: Daddy-Long-Legs) är en roman av Jean Webster från 1912. Boken är en brevroman. Den översattes till svenska av Ella Byström och gavs ut på svenska 1916 på Åhléns och Åkerlunds förlag.

## Handling
Boken handlar om barnhemsflickan Judy Abbott som en dag får möjligheten att åka till college och studera tack vare att en okänd man har beslutat att betala för detta. Mannen vill hemlighålla sin identitet och Judy, som endast sett mannens skugga vid ett tillfälle, ger honom namnet Pappa Långben, på grund av hans långsmala gestalt. Genom Judys brev till sin okända välgörare får man i boken följa hennes tankar och mognaden från flicka till kvinna.

## Filmatiseringar
Romanen har filmatiserats vid flera tillfällen:
- 1919 – Pappa Långben, med bland andra Mary Pickford
- 1931 – Pappa Långben, med bland andra Janet Gaynor
- 1935 – Lilla hjärtetjuven, med bland andra Shirley Temple
- 1955 – Pappa Långben, med bland andra Fred Astaire och Leslie Caron